# چندضلعی ستاره‌ای
| \| {۵/۲} \| {۷/۲} \| {۷/۳} \| {۸/۳} \| \| {۹/۲} \| {۹/۴} \| {۱۰/۳} \| ... \| |                                        |        |       |
| نماد اشلفلی {\displaystyle 2<2q<p} gcd(p,q)=۱                                | {p/q}                                  |        |       |
| رأس‌ها و اضلاع                                                                | p                                      |        |       |
| چگالی                                                                        | q                                      |        |       |
| گروه تقارن                                                                   | دوسطحی (Dp)                            |        |       |
| چندضلعی همزاد                                                                | خودهمزاد                               |        |       |
| اندازه زاویه داخلی (درجه)                                                    | {\displaystyle {\frac {180(p-2q)}{p}}} |        |       |
| {۵/۲}                                                                        | {۷/۲}                                  | {۷/۳}  | {۸/۳} |
| {۹/۲}                                                                        | {۹/۴}                                  | {۱۰/۳} | ...   |

یک چندضلعی ستاره‌ای منظم، یک چندضلعی منتظم غیرمحدب است. در ریاضیات، تنها چندضلعی‌های ستاره‌ای منتظم مورد مطالعه قرار گرفته‌اند و چندضلعی‌های ستاره‌ای عمومی (غیرمنتظم)، به‌صورت رسمی تعریف نشده‌اند.
در هندسه، یک چندضلعی ستاره‌ای منتظم، چندضلعی است که اضلاع آن یکدیگر را قطع می‌کنند، اندازه اضلاع و زوایای داخلی آن برابر بوده و با اتصال یک رأس یک چندضلعی p-وجهی منتظم ساده به یک رأس غیرمجاور و ادامه‌دادن این روند تا رسیدن دوباره به همان رأس ایجاد می‌شود. 
در یک چندضلعی ستاره‌ای، هر ضلع آن تنها دو ضلع دیگر را قطع می‌کند.
برای اعداد صحیح p و q، این چندضلعی می‌تواند با اتصال هر نقطهٔ qام از p نقطه که به فاصله یکسان بر روی یک دایره قرار گرفته‌اند، ایجاد شود. نماد چنین چندضلعی {p/q} بوده که معادل {p/p-q} است. چندضلعی‌های ستاره‌ای منتظم زمانی ایجاد خواهند شد که p و q متباین باشند.
|  |  |  |  |  |  |  |

## محیط و مساحت
مساحت هر ستارۀ n پر منتظم، برابر با مجموع مساحت چندضلعی مولد آن و مساحت مثلث های اطراف آن است. به عنوان مثال، ستارۀ منتظم پنج پر زیر را در نظر بگیرید. مساحت ستاره در این حالت برابر است با:
{\displaystyle A_{star}=A_{polygon}+n\times (A_{triangle})={nb^{2} \over 4tan(\pi /n)}+{na^{2} \over 2}sin(\gamma )}

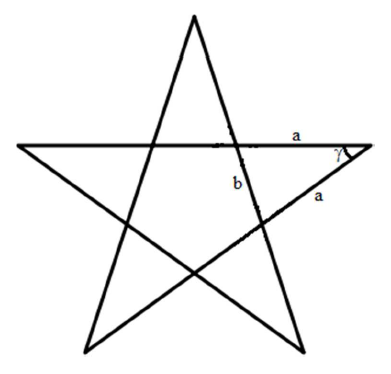
five-pointed regular star area

برای تبدیل طول ضلع چندضلعی به طول ضلع مثلث (پر ستاره) می توانیم از قانون کسینوس ها استفاده کنیم:
{\displaystyle b^{2}=a^{2}+a^{2}-2a^{2}cos\gamma =2a^{2}(1-cos\gamma )}
با جایگذاری این عبارت در فرمول مساحت ستاره، خواهیم داشت:
{\displaystyle A_{star}={na^{2}(1-cos\gamma ) \over 2tan(\pi /n)}+{na^{2}sin\gamma  \over 2}={na^{2} \over 2}({1-cos\gamma  \over tan(\pi /n)}+sin\gamma )}
با محاسبات جمع زوایای داخلی مثلث و زوایای داخلی چندضلعی می دانیم:
{\displaystyle \gamma =\pi -{4\pi  \over n}}
فلذا مقادیر سینوس و کسینوس گاما را می توان به شکل زیر ساده سازی کرد:
{\displaystyle sin\gamma =sin(\pi -{4\pi  \over n})=sin({4\pi  \over n})}
{\displaystyle cos\gamma =cos(\pi -{4\pi  \over n})=-cos({4\pi  \over n})}
اگر این مقادیر را در فرمول مساحت ستاره قرار دهیم:
{\displaystyle A_{star}={na^{2} \over 2}[{1+cos(4\pi /n) \over tan(\pi /n)}+sin(4\pi /n)]}
با گرفتن مخرج مشترک و ساده سازی عبارت داخل کروشه به فرمول زیر خواهیم رسید:
{\displaystyle A_{star}={na^{2} \over 2}[{cos(\pi /n)+cos(3\pi /n) \over sin(\pi /n)}]}
صورت کسر را می توانیم باز هم ساده تر کنیم تا به فرمول زیر برسیم:
{\displaystyle A_{star}={na^{2} \over 2}[{2cos(2\pi /n) \over tan(\pi /n)}]={na^{2}cos(2\pi /n) \over tan(\pi /n)}]}
این فرمول، فرمول محاسبۀ مساحت ستارۀ منتظم است که در آن a طول ضلع هر پر ستاره و n تعداد پرهای ستاره است.